# بوندس‌لیگا ۲۴–۲۰۲۳
بوندس‌لیگا ۲۴–۲۰۲۳ شصت و یکمین فصل از بوندس‌لیگا، رقابت‌های برتر فوتبال آلمان خواهد بود. در ۱۸ اوت ۲۰۲۳ آغاز شد، در ۱۸ مهٔ ۲۰۲۴ با قهرمانی باشگاه فوتبال بایر لورکوزن به پایان رسید.

## تیم‌ها
در مجموع ۱۸ تیم در فصل ۲۴–۲۰۲۳ بوندسلیگا شرکت خواهند کرد. از ۲۳ آوریل ۲۰۲۳، ۹ تیم حضور خود را در لیگ تأیید کرده‌اند.

### ورزشگاه‌ها و مکان‌ها
| تیم                | محل                  | ورزشگاه             | گنجایش | Ref.        |
| ------------------ | -------------------- | ------------------- | ------ | ----------- |
| اتحادیه برلین      | برلین                | آلتن فورستری        | ۲۲۰۱۲  | [ ۳ ]       |
| بورسیا دورتموند    | دورتموند             | سیگنال ایدونا پارک  | ۸۱٬۳۶۵ | [ ۴ ]       |
| اینتراخت فرانکفورت | فرانکفورت            | پارک دویچه بانک     | ۵۱۵۰۰  | [ ۵ ]       |
| اس سی فرایبورگ     | فرایبورگ در بریسگائو | ورزشگاه یوروپا پارک | ۳۴۷۰۰  | [ ۶ ] [ ۷ ] |
| لایپزیگ            | لایپزیگ              | ردبول آرنا          | ۴۷۰۶۹  | [ ۸ ]       |
| بایر لورکوزن       | لورکوزن              | بای‌آرنا             | ۳۰٬۲۱۰ | [ ۹ ]       |
| ماینتس ۰۵          | ماینتس               | میوا آرنا           | ۳۳٬۳۰۵ | [ ۱۰ ]      |
| بایرن مونیخ        | مونیخ                | آلیانز آرنا         | ۷۵۰۰۰  | [ ۱۱ ]      |
| ولفسبورگ           | ولفسبورگ             | فولکس واگن آرنا     | ۳۰۰۰۰  | [ ۱۲ ]      |